# Didactylomyia spinii
Didactylomyia spinii är en tvåvingeart som först beskrevs av Grover 1964.  Didactylomyia spinii ingår i släktet Didactylomyia och familjen gallmyggor. Inga underarter finns listade i Catalogue of Life.